# 森内敬子
森内 敬子（もりうち けいこ、1943年 - ）は、日本の大阪府出身の画家。具体美術協会の最後のメンバー。旧来にない描画法の作品、体験型作品、金箔や白金箔を多用した作品など、急進的な活動で知られる。

## 来歴
大阪樟蔭女子大学在学中の1963年から、具体美術協会を設立した吉原治良の指導を受ける。大学では美術部に所属していたが、1964年に中退。1965年1月、内科画廊にて初の個展を開く。その後渡米し、ニューヨークで活動した。森内がニューヨークで借りたアトリエが入っていたビルの屋上には偶然、抽象表現主義を代表する画家の一人であるアド・ラインハート(英語版)が居住していた。
具体美術協会に最後の会員として入会し、1972年の解散まで出品を続けた。具体美術協会の解散後も、彫刻、版画、壁画などジャンルを問わず多様な作品を制作し続けた。
1983年にアーヘン（旧西ドイツ）にて、パーソナルコンピュータ登場後の人間の意識エネルギーについて専門的に学ぶ。
2020年の京都祇園祭にて、当時流行していたCOVID-19拡大防止のため、厄祓いとして京都中を練り歩く「山鉾巡行」が中止となったことを受け、森内がその代わりにという意図で、京都高島屋に長刀鉾をモチーフにしたアートを多数展示した。
2021年時点で創作活動を継続中と紹介されている。

## 作品について
主にキャンバスにアクリル絵具を用いる。金や白金を多用することが森内の作品の大きな特徴の一つである。金属箔を用いた作品については剥離が生じることがあるが、「アートは工芸とは異なるもの」という森内の意図のうちである。
作品の多くが線対称・点対称の構図で描かれる。また金色を多用し、観音をモチーフにした作品や曼荼羅を彷彿させる作品が散見されることからは仏教からのインスパイアが垣間見えるが、一方でエジプトのピラミッドをモチーフにした作品や他宗教に関わる作品も満遍なく制作しており、飽くまで自由な発想に基づいて制作されたものである。

## 交友関係
戦後日本の美術史において「具体」と並ぶ重要動向であったとされる「もの派」の発展に大きな影響を与えた斎藤義重と深い交流があり、斎藤が亡くなるまで互いに「おじいちゃん」「敬子ちゃん」と呼ぶほどの仲だった。斎藤は森内の師である吉原治良の旧友であり、斎藤と吉原との間に理念の共通性を垣間見た森内は斎藤を尊敬しており、斎藤もまた、戦後間もない時代のアメリカへ若くして一人で旅立ちニューヨークで美術の最前線に触れる森内を大変評価していた。

## 代表作品
- 作品（1965年）
- ダイヤモンドもついに溶ける（1991年）
- 崑崙の桃（2007年）
- 観音桃（2013年）
- 縷（2015年）

また、緞帳や壁画の制作も手掛け、日本国内の役所や駅に展示されている。
- 奈良県／川西町役場　「大和マンダラ緞帳」（1987年）
- 奈良県／當麻町役場　「大和マンダラ陶壁画」（1987年）
- 静岡県／掛川駅　陶壁画「掛川の時の流れ」（1988年）
- 鹿児島県／鹿児島宇宙科学館　陶壁画「テンペルティトウルという名の彗星」（1990年）
- 鹿児島県／鹿児島市図書館　陶壁画（1990年）

## 受賞歴
- 京都府知事賞[5]
- 大阪府知事賞[5]
- 芦屋市立美術協会賞[5]
- 芦屋市長賞[5]
- 朝日新聞社賞[5]
- 毎日サインデザイン賞優秀賞[5]
- 毎日サインデザイン賞佳作[5]
- 静岡県警賞[5]